# Ossining
Ossining ist eine Kleinstadt im Westchester County im Bundesstaat New York, USA und macht den größten Teil der Verwaltungseinheit Ossining Town aus. Als sogenanntes Village genießt es einen hohen Grad an kommunaler Selbstverwaltung. Bekannt ist die Gemeinde als Sitz der Sing-Sing-Strafvollzugsanstalt.
Nach dem letzten Zensus von 2010 leben 25.060 Menschen in dieser Gemeinde im Einzugsbereich des nur 50 km entfernten New York City.

## Geographie

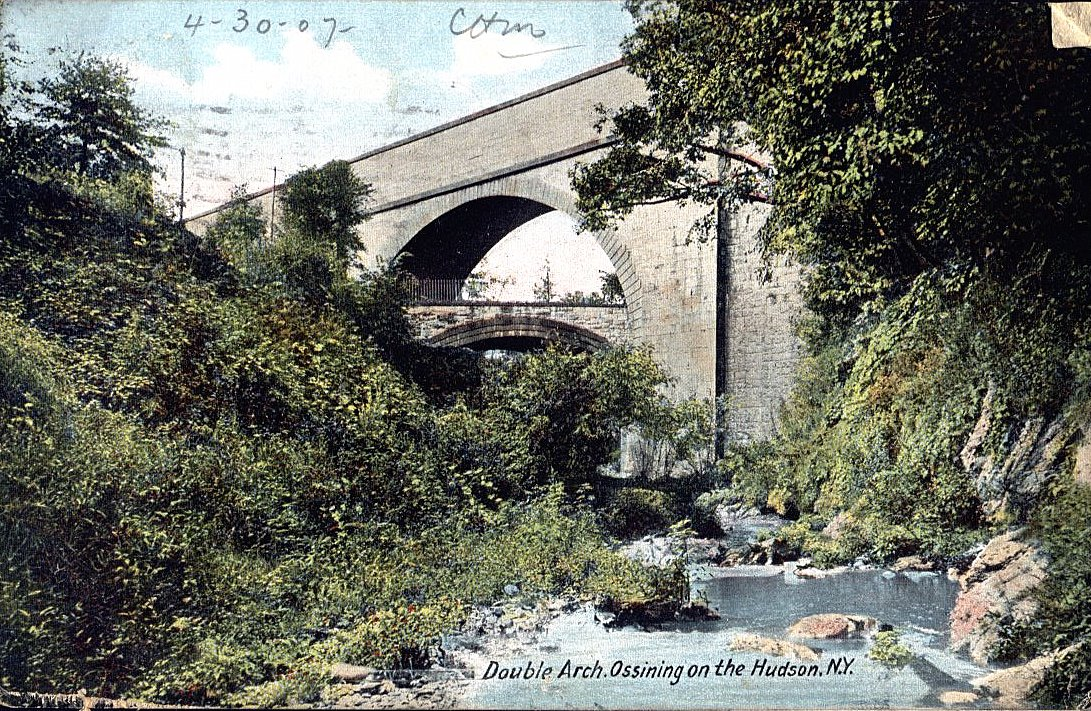
Doppelbrücke, oben der Aquädukt (Foto 1907)

Im Westchester County des Bundesstaats New York, USA am östlichen Ufer des Hudson Rivers im Bereich der Tappan Zee gelegen, ist Ossining rund 50 km von New York City entfernt.

## Geschichte

### Kolonialzeit
Der Name der Ortschaft Ossining (bis 1901 Sing Sing) geht zurück auf den Indianerstamm der Sintsink, die Teil der Wappinger-Konföderation waren. Als Teil der niederländischen Kolonie Nieuw Nederland erwarb der niederländische Kaufmann Frederick Philipse weite Teile des Lands der Sintsink. Dieses Land wurde unter britischer Herrschaft Teil der Provinz New York und wurden Philipse vom britischen König Karl II. bestätigt und samt der Würde eines Peers als Lord des Manor Philipseborough verliehen. Sein Enkel Frederick Philipse, 3. Lord des Manor Philipseborough, wurde als Anhänger des britischen Königshauses während der Unabhängigkeitskriegs 1779 enteignet. Das Zentrum des Manors allerdings liegt 20 km entfernt im Ort Sleepy Hollow.

### Seit der Unabhängigkeit
Im unabhängigen Amerika gründete Elijah Hunter in den 1780ern hier als Baptist die älteste noch existierende Kirchengemeinschaft des Ortes.
Unter seinem ursprünglichen Namen Sing Sing wurde der Ort 1813 mit Briarcliff Manor zur Town Ossining vereint.
Seit 1826 beherbergt der Ort das berühmt-berüchtigte Gefängnis Sing Sing.
Das ab 1840 entstandene städtische Zentrum steht als Teil des Nationalen Verzeichnisses historischer Stätten (NRHP) unter Denkmalschutz.

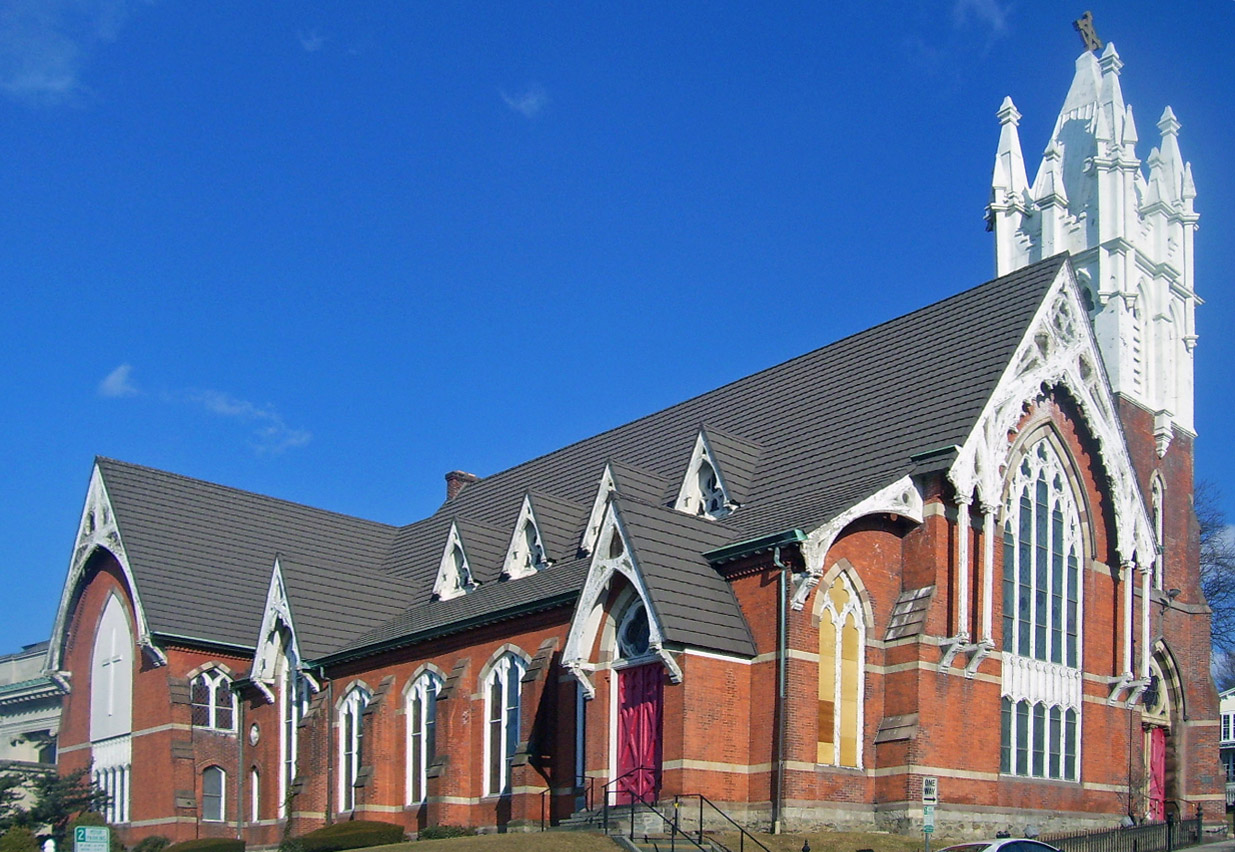
Baptistenkirche von 1874, zurückgehend auf die seit den 1780ern und damit älteste ansässige religiöse Gemeinschaft. Die First Baptist Church of Ossining ist seit Januar 1973 im NRHP eingetragen.
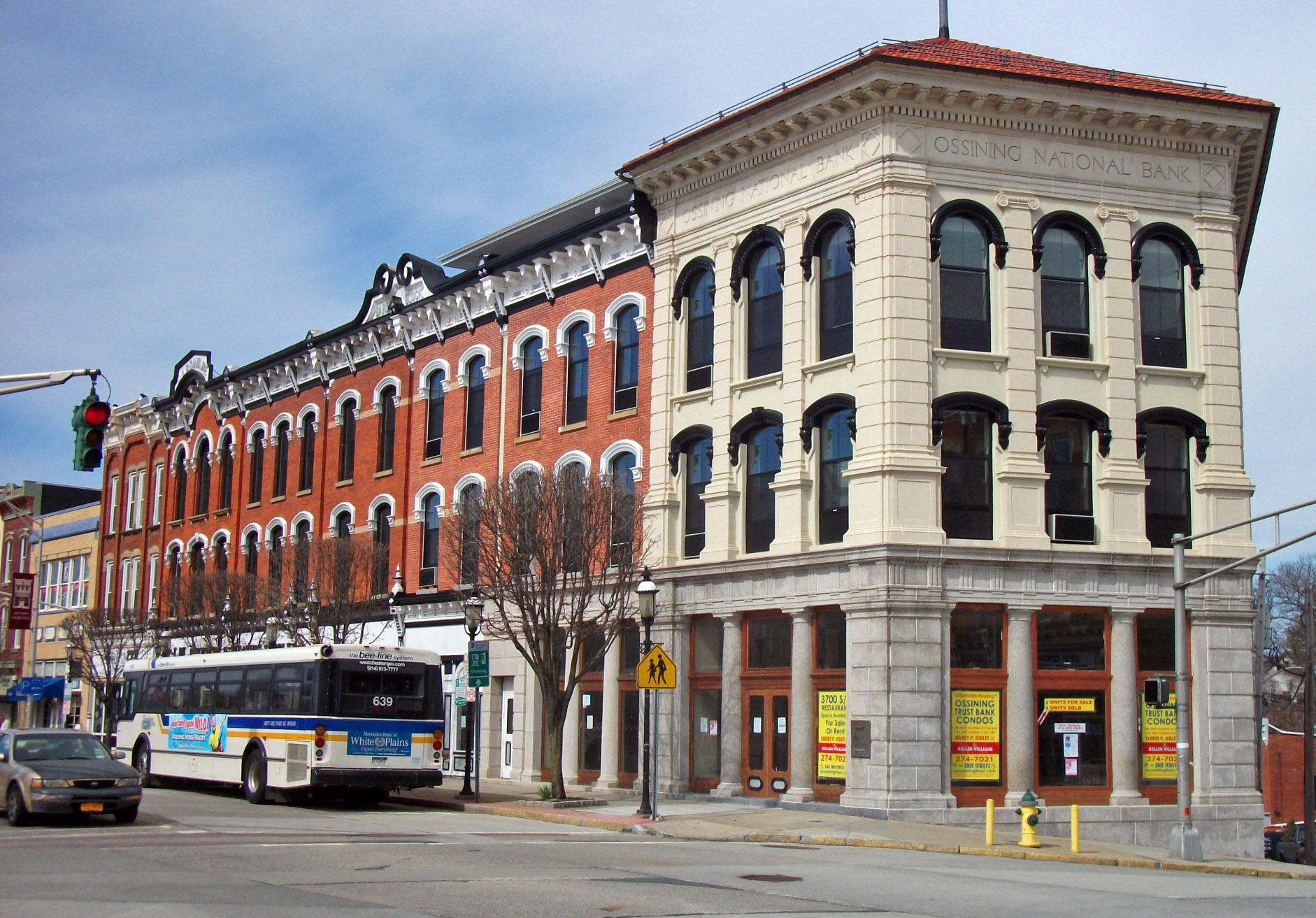
Nach dem großen Stadtbrand von 1872 wiederaufgebauter Barlow Block.
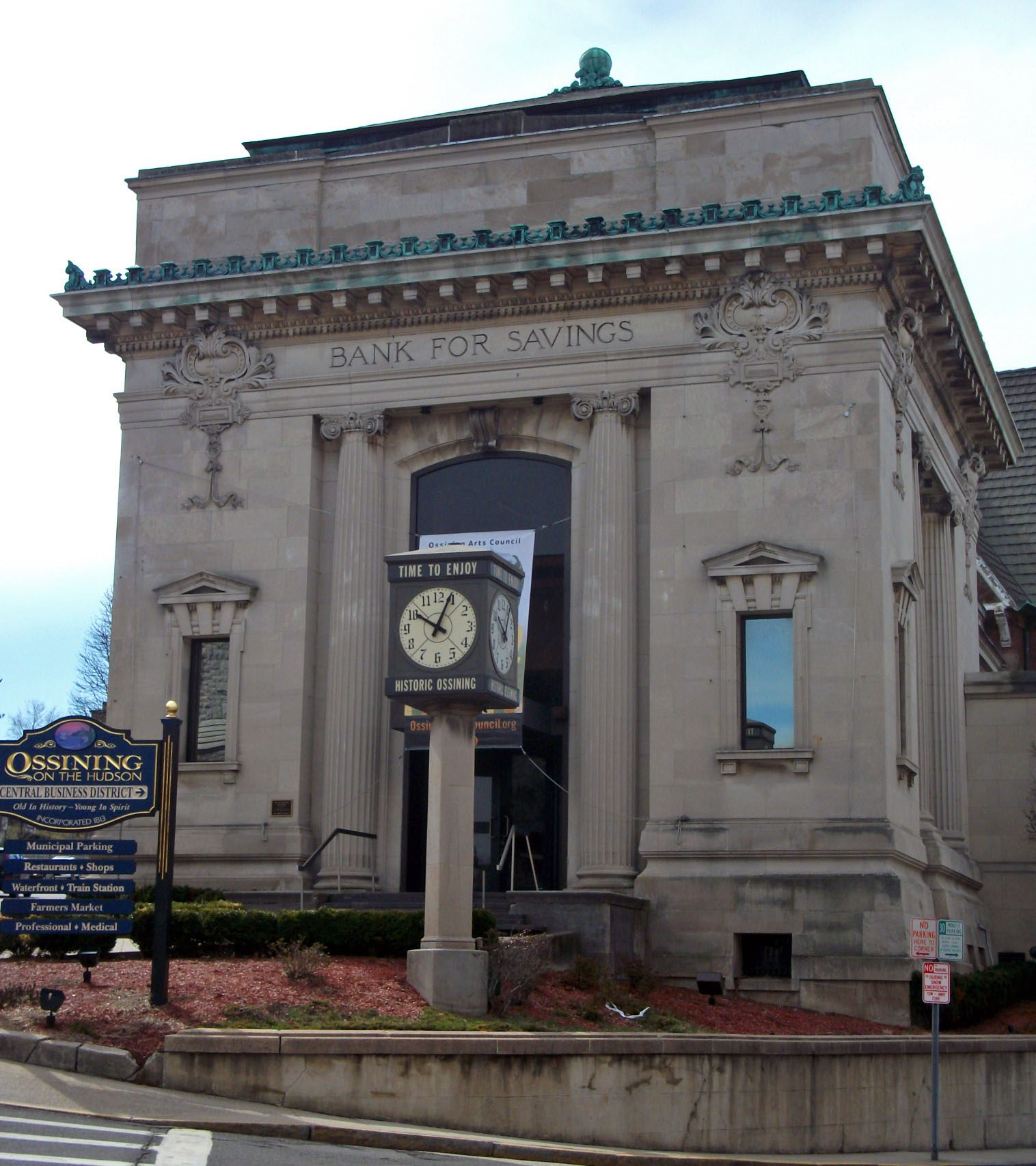
Filiale von 1907 der ersten Sparkasse New Yorks (1819–1982) im Stil der Beaux-Arts.
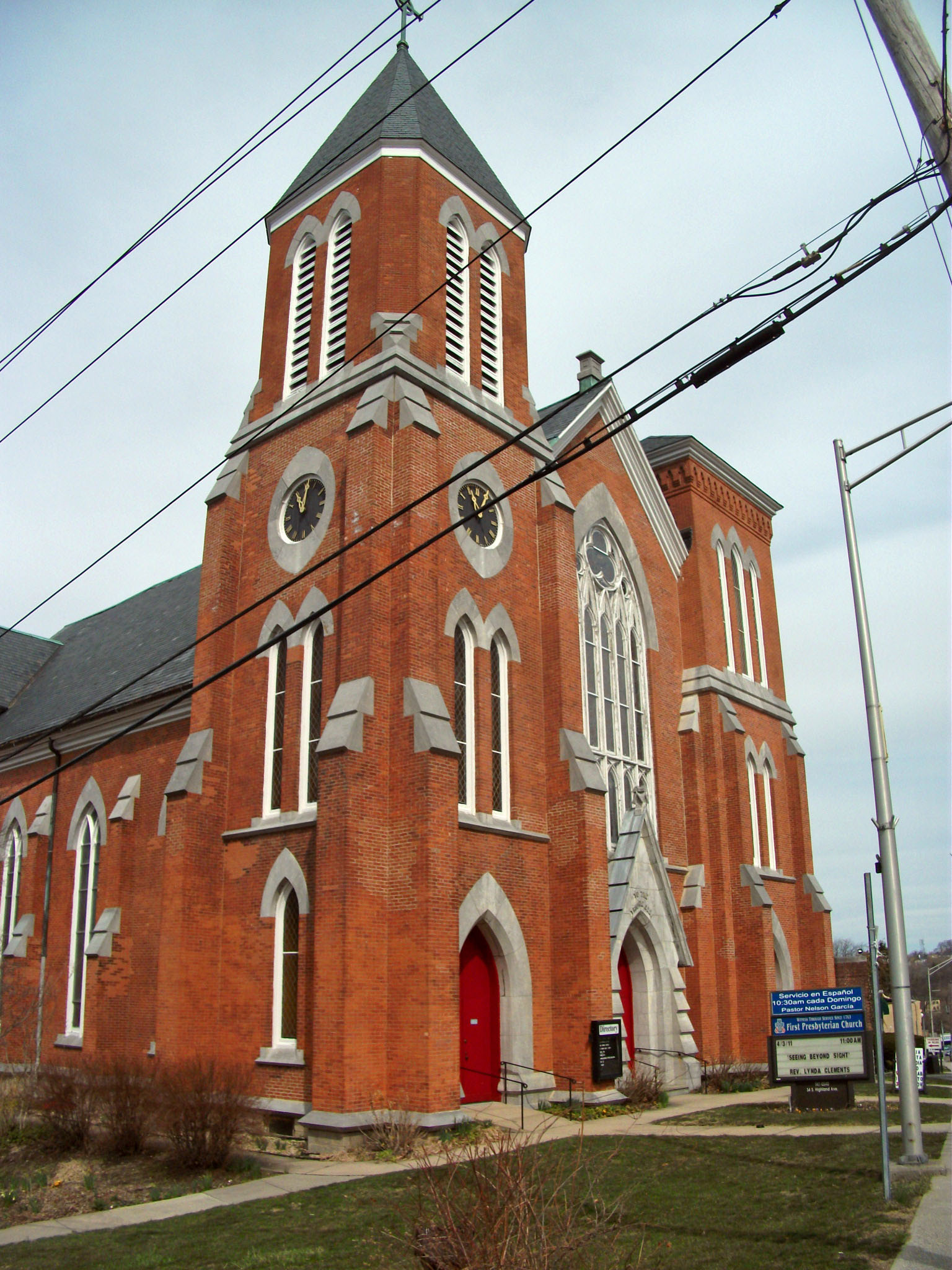
Presbyter Kirche von 1876 des Architekten Isaac G. Perry.

Unter besonderem Denkmalschutz als ein National Historic Landmark steht der durch die Gemeinde führende alte Croton Aqueduct, welcher Manhattan ab 1842 mit Trinkwasser versorgte. In Ossining wurde für die Leitung eine 27 Meter lange Brücke gebaut (Sing Sing Kill Bridge), damit das Wasser im Gefälle fließen und das Tal überwinden konnte. Im Ossining-Museum gibt es eine Ausstellung zur Geschichte des alten Croton Aquädukts.
Insgesamt sind sieben Bauwerke und Bezirke der Stadt im NRHP eingetragen (Stand 21. Oktober 2020), darunter der Downtown Ossining Historic District, die First Baptist Church of Ossining und die Brandreth Pill Factory.
Um sich von dem Gefängnis zu unterscheiden, änderte Sing Sing 1901 seinen Namen in Ossining.

## Entwicklung der Gemeinde

### Einwohnerentwicklung
Nach der Volkszählung im Jahr 2010 lebten in Ossining 25.060 Menschen. Die Bevölkerungsdichte betrug 122,6 Einwohner pro Quadratkilometer. Seit den letzten Volkszählungen hat der Anteil an Zuwanderern in der Gemeinde zugenommen. So betrachten sich in ethnischer Hinsicht die Bevölkerung zu 48,4 % Hispanics oder Latinos, zu 30,9 % (anderen) Weißen, zu 16,3 % Afroamerikanern, zu 2,7 % Indianern und zu 3,7 % Asian Americans. 3,2 % sahen sich als Angehörige verschiedener Ethnien. 39,4 % waren außerhalb der USA geborene Einwanderer, dreimal so viel wie im US-amerikanischen Durchschnitt mit 13,2 %.
23,5 % der Bevölkerung waren jünger als 18 Jahre und 10,9 % waren mindestens 65 Jahre alt. 50,9 % der Bevölkerung waren männlich und 49,1 % weiblich.
Das jährliche Durchschnittseinkommen eines Haushalts zwischen 2012 und 2016 betrug 62.917 $, pro Kopf 28.562 $ und liegt damit für die Haushalte über und für die Einzelperson knapp unter dem US-amerikanischen Durchschnitt. Unter der Armutsgrenze lebten dabei nach Schätzung von 2015 mit 11,9 % der Bevölkerung etwas weniger als im Landesdurchschnitt mit 12,3 %.
Im Erhebungszeitraum von 2012 bis 2016 war englisch die Muttersprache weniger als der Hälfte der Bevölkerung, 53,9 % hatten eine andere Muttersprache.

## Wirtschaft und Infrastruktur
Bekannt ist die Gemeinde als Sitz der Sing-Sing-Strafvollzugsanstalt (offiziell Sing Sing Correctional Facility, umgangssprachlich Sing Sing).
Als Hauptsitz des Maryknoll-Missionsordens beherbergt die Gemeinde seit 1920 auch deren Seminar.
Teil der kommunalen Selbstverwaltung Ossinings ist die Feuerwehr und Polizei, die auch für die Town Ossining mit Ausnahme des Villages Briarcliff Manor zuständig sind.
In Ossining sind 2012 2.667 Betriebe angemeldet.
Ossining ist via Eisenbahn direkt mit Manhattan (Harlem und Grand Central Terminal) verbunden. Die durchschnittliche Pendelzeit zur Arbeit beträgt für die Bewohner nur eine knappe halbe Stunde.

## Söhne und Töchter der Stadt
- Aaron Ward (1790–1867), Politiker
- Elijah Ward (1816–1882), Jurist und Politiker
- John Thompson Hoffman (1828–1888), Politiker und von 1869 bis 1873 Gouverneur des Bundesstaates New York
- Albert Kenrick Fisher (1856–1948), Ornithologe
- Ruth Underhill (1883–1984), Anthropologin und Autorin
- Edward Matthews (1904–1954), Sänger (Bariton) und Gesangspädagoge
- Alex Nicol (1916–2001), Schauspieler und Regisseur
- Paul Bacon (1923–2015), Graphiker und Autor
- Karl Korte (1928–2022), Komponist und Musikpädagoge
- Buddy Weed (1928–1997), Pianist, Sänger und Arrangeur
- Anne Francis (1930–2011), Filmschauspielerin
- Cynthia Moss (* 1940), Naturforscherin, Naturschützerin und Autorin
- Sonny Sharrock (1940–1994), Jazz-Gitarrist
- Ted Daniel (* 1943), Jazz-Trompeter und Hornist
- Erick Weinberg (* 1947), Physiker
- Ken Buck (* 1959), Jurist und Politiker
- Jason Robert Brown (* 1970), Musical-Komponist und Autor
- Erica Leerhsen (* 1976), Schauspielerin
- Kenneth Horton (* 1989), Basketballspieler